# Simulium longithallum
Simulium longithallum är en tvåvingeart som beskrevs av Diaz Najera och Maria Aparecida Vulcano 1962. Simulium longithallum ingår i släktet Simulium och familjen knott. Inga underarter finns listade i Catalogue of Life.